# Visvaldas
Visvaldas ist ein litauischer männlicher Vorname, abgeleitet von visas (ganz) und  Valdas.

## Namensträger
- Visvaldas Matijošaitis (* 1957),  Unternehmer und Politiker, Bürgermeister von Kaunas, Gründer und Hauptaktionär des litauischen Konzerns Vičiūnų grupė
- Visvaldas Matkevičius (*  1963),  Politiker, Bürgermeister von Panevėžys (2002–2003)
- Visvaldas Nekrašas (*  1958), Politiker, Mitglied des Seimas
- Visvaldas Račkauskas (* 1957), Jurist, General-Polizeikommissar Litauens